# Ajelet Saked
Ajelet Saked (héber איילת שקד, született: Tel-Aviv, 1976. május 7. –) izraeli politikusnő, számítógépmérnök. 2013 óta a Kneszet tagja a vallásos-nacionalista Bajit Jehudi (Zsidó Otthon) párt delegáltjaként, 2015 és 2019 között Izrael  igazságügy-minisztere, 2021-től Izrael belügyminisztere. Az egyik legaktívabb és legbefolyásosabb izraeli politikusnak tartják és lehetséges jövendőbeli miniszterelnöknek. A Háárec napilap szerint, "Golda Meir óta a legsikeresebb izraeli női politikus szerepére hivatott".
A zsidó szekularizmus hívének tartja magát, bár pártja vallásos irányultságú. Karrierjét mérnökként kezdte Tel-Avivban, a high-tech Texas Instruments mérnökeként. 2010-ben Az Én Izraelem néven mozgalmat alapított Naftáli Benettel, és 2012 májusáig ennek vezetője volt.    
Ő terjesztette be a 2016-os NGO törvényt, Izrael átfogó terrorizmusellenes törvényét, az alaptörvény egy változatát, amely Izraelt a zsidó nép nemzetállamaként határozza meg, és a Legfelső Bíróság jogait korlátozó törvényt.

## Fordítás
- Ez a szócikk részben vagy egészben  az   Ayelet Shaked című angol Wikipédia-szócikk ezen változatának fordításán alapul.  Az eredeti cikk szerkesztőit annak laptörténete sorolja fel. Ez a jelzés csupán a megfogalmazás eredetét és a szerzői jogokat jelzi, nem szolgál a cikkben szereplő információk forrásmegjelöléseként.